# Безстатеве розмноження
Нестатеве розмноження (інколи безстатеве) або агамогенез — форма розмноження, при якій організм відтворює себе самостійно, без участі іншої особини. Слід відрізняти безстатеве розмноження від одностатевого розмноження (партеногенезу), що є особливою формою статевого розмноження. Є багато видів розмноження, про які йтиметься далі.

## Розмноження поділом
Поділ властивий перш за все одноклітинним організмам. Як правило, він здійснюється простим поділом клітини надвоє. У деяких найпростіших (наприклад, форамініфер) відбувається поділ на більше число клітин. У всіх випадках клітини, що утворюються, повністю ідентичні материнській клітині. Гранична простота цього способу розмноження, пов'язана з відносною простотою організації одноклітинних організмів, дозволяє розмножуватися дуже швидко. Так, у сприятливих умовах кількість бактерій може подвоюватися кожні 30-60 хвилин. Організм, що розмножується безстатевим шляхом, здатний нескінченно відтворювати себе, поки не відбудеться спонтанна зміна генетичного матеріалу — мутація. Якщо ця мутація сприятлива, вона збережеться в потомстві мутантної клітини, яке буде новим клітинним клоном.

## Розмноження спорами
Нерідко безстатевому розмноженню бактерій передує утворення спор. Бактеріальні спори — це клітини з багаторазово пониженим метаболізмом, що знаходяться в спокої, оточені багатошаровою оболонкою, стійкі до висихання й інших несприятливих умов, що викликають загибель звичайних клітин. Спороутворення служить як для переживання таких умов, так і для розселення бактерій: потрапивши у відповідне середовище, спора проростає, перетворюючись на вегетативну (що ділиться) клітину.
Безстатеве розмноження за допомогою одноклітинних спор властиве також різним грибам і водоростям. Спори в цьому випадку утворюються шляхом мітозу (мітоспори), причому іноді (особливо у грибів) у величезних кількостях; при проростанні вони відтворюють материнський організм. Деякі гриби, наприклад, злісний шкідник рослин, фітофтора, утворюють рухомі, забезпечені джгутиками спори, звані зооспорами або блукачами. Поплававши в крапельках вологи якийсь час, такий блукач «заспокоюється», втрачає джгутики, вкривається щільною оболонкою і потім, в сприятливих умовах, проростає. Крім мітоспор, у багатьох з вказаних організмів, а також у всіх вищих рослин формуються спори й іншого роду, а саме мейоспори, що утворюються шляхом мейозу. Вони містять гаплоїдний набір.

## Вегетативне розмноження
Інший варіант безстатевого розмноження здійснюється шляхом відділення від організму його частини, що складаються з більшого або меншого числа клітин. З них розвивається дорослий організм. Прикладом може служити брунькування у губок і кишковопорожнинних або розмноження вищих рослин пагонами, цибулинами або бульбами. Така форма безстатевого розмноження зазвичай називається вегетативним розмноженням. В його основі лежить процес регенерації.
Вегетативне розмноження відіграє важливу роль в практиці рослинництва. Так, може трапитися, що висіяна рослина (наприклад, яблуня) володіє якоюсь вдалою комбінацією ознак. У насіння даної рослини ця вдала комбінація майже напевно буде порушена, оскільки насіння утворюється в результаті статевого розмноження, а воно пов'язане з рекомбінацією генів. Тому при розведенні яблунь зазвичай використовують вегетативне розмноження — відводками, живцями або щепленнями бруньок на інші дерева.
Безстатеве розмноження, що відтворює ідентичні початковому організму особини, не сприяє появі організмів з новими варіаціями ознак, а тим самим обмежує можливість пристосування видів до нових для них умов середовища. Засобом подолання цієї обмеженості став перехід до статевого розмноження.
Та є ще один спосіб «брунькування», яким розмножуються дріжджі.